# لا پوئبلا د منتالبان
لا پوئبلا د منتالبان (به اسپانیایی: La Puebla de Montalbán) یک شهرستان در اسپانیا است که در Torrijos واقع شده‌است.

## خصوصیات
لا پوئبلا د منتالبان ۱۴۱٫۱۶ کیلومترمربع مساحت و ۸٬۲۱۶ نفر جمعیت دارد و ۴۵۳ متر بالاتر از سطح دریا واقع شده‌است.